# Aqaba
Pour les articles homonymes, voir Aqaba (homonymie).
Aqaba ou Akaba (en arabe : العقبة al-ʻAqabah) est une ville côtière de 88 780 habitants à l'extrémité sud de la Jordanie.
Aqaba occupe une position stratégique pour la Jordanie car c'est le seul port du pays. La ville est mitoyenne d'Eilat, en Israël, et un poste-frontière permet de s'y rendre. Aqaba et Eilat sont à la pointe nord du golfe d'Aqaba.

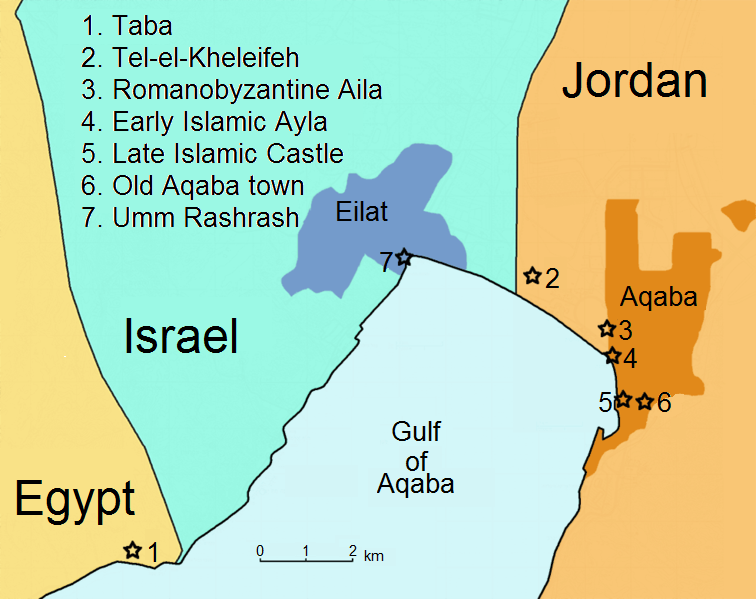
Aqaba & Eilat

## Histoire
Aqaba est le site d'un peuplement habité depuis 4000 av. J.-C., notamment en raison de sa position stratégique au carrefour des routes commerciales entre l'Asie, l'Afrique et l'Europe. Le peuplement originel est connu sous le nom de Eilat (אֵילַת ou, dans la bible, Eilot : אֵלוֹת) en hébreu (et sans doute[réf. nécessaire] en édomite). C'était un centre Édomite puis arabe nabatéen.
La Bible mentionne le lieu : « Le Roi Salomon construisit également des bateaux à Ezion-Geber, près de Eilat en pays édomite, au bord de la mer Rouge ». Ce verset fait probablement référence à un port de l'âge du fer construit sur la position actuelle d'Aqaba/Eilat.
Sous la dynastie des Ptolémées, les Grecs appellent la ville Bérénice, puis les Romains Aila et Aelena. Sous les Romains,  la Via Nova Traiana qui allait de Damas à Amman se prolongeait jusqu'à Aqaba, où elle rejoignait la route qui allait de l'Égypte à la Palestine.
Peu après la mort de Mahomet, Aqaba fait partie du califat, et passe successivement entre les mains des Omeyyades, Abbassides, Fatimides et Mamelouks. Le début de l'ère musulmane voit la construction de la ville de Ayla, décrite par le géographe Shams Eddin Muqaddasi comme étant juste à côté de l'implantation originelle, alors en ruines. Ces ruines, révélées dans les années 1980 par une équipe archéologique américano-jordanienne, sont situées à faible distance du front de mer.
Au XIIe siècle, les Croisés occupent la ville et construisent la forteresse de Helim, qui reste relativement bien préservée aujourd'hui. En plus de bâtir un fort dans Aqaba, les Croisés fortifient la petite île nommée Île de Graye (maintenant connue sous le nom d’Île du Pharaon, à 7 kilomètres de la côte). L'île se trouve désormais en territoire égyptien. Dès 1170, Aqaba et l'Île de Graye sont reconquises par Saladin. Les Mamelouks prennent la ville en 1250 et reconstruisent le fort au XVIe siècle au cours du règne d'un des derniers sultans Mamelouks, Qansah al-Ghouri.
Au début du XVIe siècle, la dynastie mamelouk et la région passent sous influence ottomane. Sous les Ottomans, l'importance de la ville décline : Aqaba devient un simple village de pêcheurs.
Durant la Première Guerre mondiale, les forces ottomanes sont forcées de se retirer de la ville en 1917 après un raid mené par Lawrence d'Arabie et les forces arabes de Hussein ben Ali. La région est alors annexée par le royaume du Hedjaz. La prise d'Aqaba permet l'approvisionnement à partir de l'Égypte, des forces arabes et britanniques combattant plus au nord, en Transjordanie et en Palestine. Aqaba est incorporée au protectorat britannique de Transjordanie en 1925.

En 1965, le roi Hussein de Jordanie élargit le territoire autour d'Aqaba. En échange de 6 000 km2 en Jordanie centrale, l'Arabie saoudite donne 12 kilomètres de côte au sud d'Aqaba. En plus de permettre l'extension du port, cet échange donne également accès à la Jordanie au magnifique corail de Yamanieh.

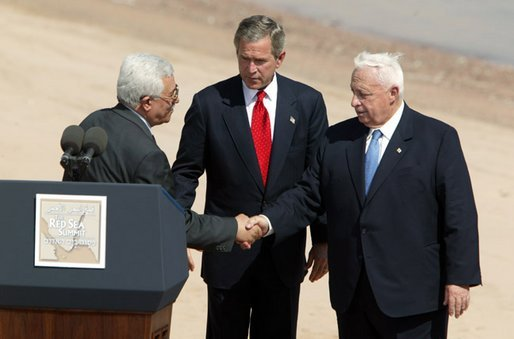
Mahmoud Abbas, Ariel Sharon et George W. Bush au Sommet de la Mer Rouge à Aqaba, le 4 juin 2003.

Jusqu'à la Guerre du Golfe, Aqaba était un des importateurs majeurs de biens irakiens.
Le 20 août 2005, une attaque à la roquette vise deux bateaux de l'U.S. Navy (l'USS Ashland et l'USS Kearsarge) à quai. L'attaque les manque mais endommage des bâtiments voisins. L'attaque visait aussi la ville israélienne voisine d'Eilat.

## Économie

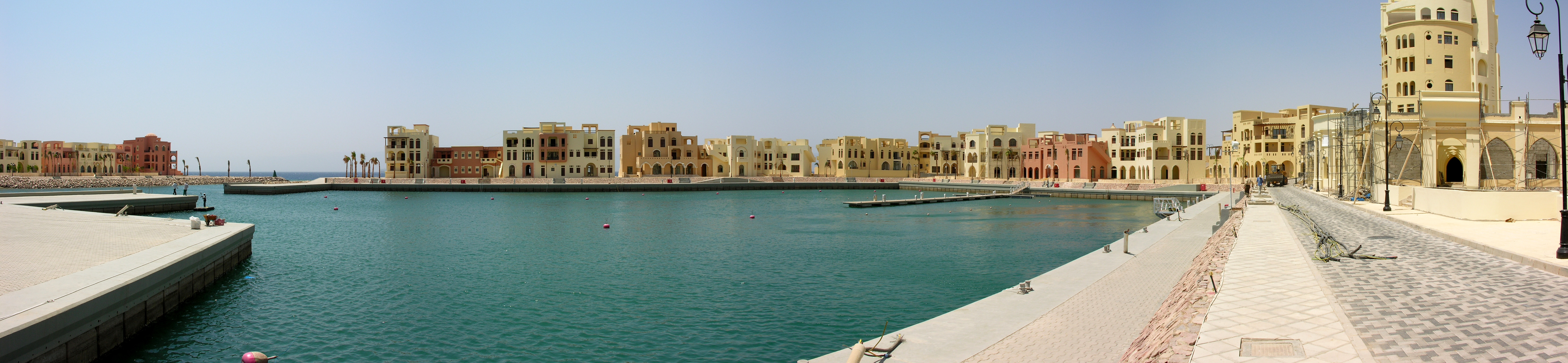
La marina de Tala Bay au sud d'Aqaba en 2005

De nos jours, la ville est une station balnéaire et un centre de plongée. Cependant, il reste de nombreuses activités industrielles dans la zone, comme des raffineries de pétrole et de sucre. Elle exporte notamment du phosphate et des coquillages. Aqaba est également un centre administratif important au sud de la Jordanie.
Aqaba possède un aéroport (code IATA : AQJ). En 2010, des travaux pour réaménager la ville commence et le projet, du nom de Marsa Zayed, doit apporter à terme la construction de hautes tours, des hôtels, des magasins, résidentiels et récréatifs.
En 2011 était prise la décision de créer un parc à thème portant sur Star Trek - le premier au monde - sur la région d'Aqaba. Prévu pour ouvrir ses portes en 2014, ce parc devait coûter 1,5 milliard de dollars - chiffre impressionnant mais inférieur au coût d'un parc type Universal ou Disney. Ce projet tenait à cœur au roi qui est un "Trekkie" confirmé puisqu'il a fait une apparition dans un épisode de la série Star Trek : Voyager en 1995 mais celui-ci a été annulé début 2015.
En septembre 2017 est lancé le projet Sahara Forest Project, près d'Aqaba, qui vise à transformer des terres désertiques en terres cultivables. Le projet souhaite aboutir à une production de 130 tonnes de légumes biologiques par an, 10.000 litres d'eau potable à partir d'eau de mer, et va utiliser des panneaux photovoltaïques pour la production d'énergie solaire. Une station de désalinisation et un bassin pour la production de sel seront construits. Le projet, d'un coût de 750 millions d'euros, est soutenu par la Norvège et l'Union européenne.

## Jumelages
- Hammamet (Tunisie) depuis 1981
- Varna (Bulgarie)

## Galerie

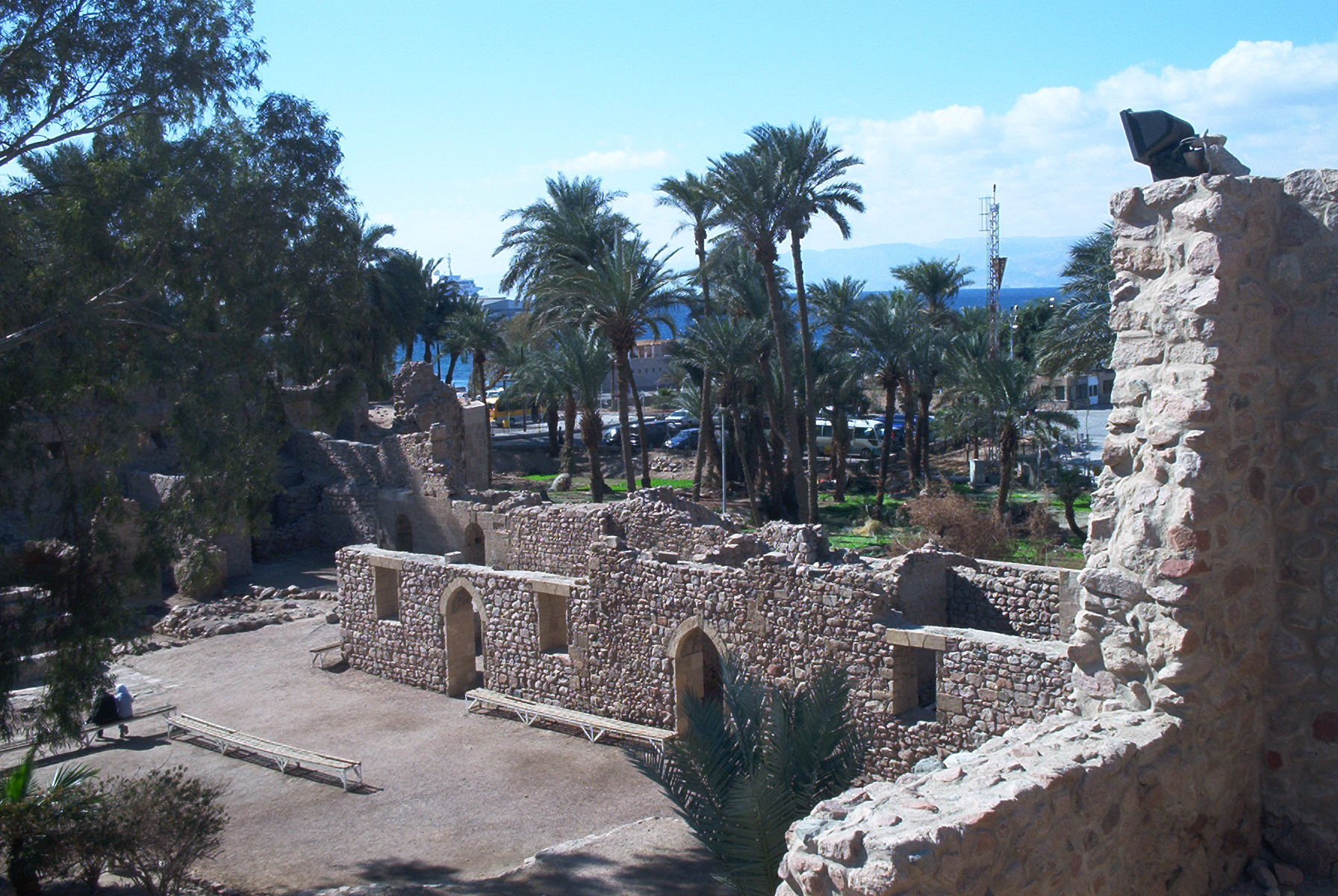
La forteresse d'Aqaba
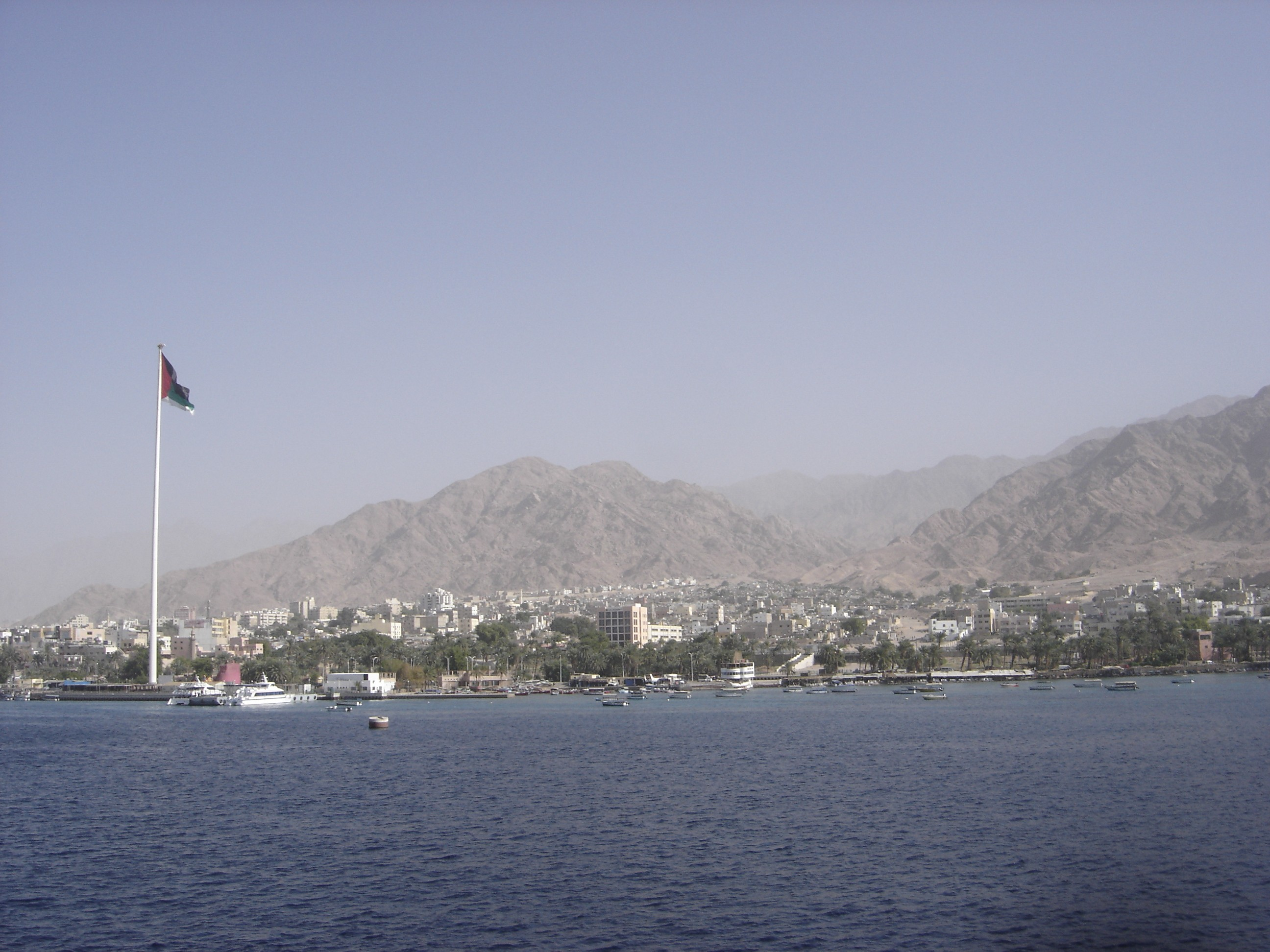
Aqaba vue de la mer